# Officiers de bouche dans l'Angleterre anglo-saxonne

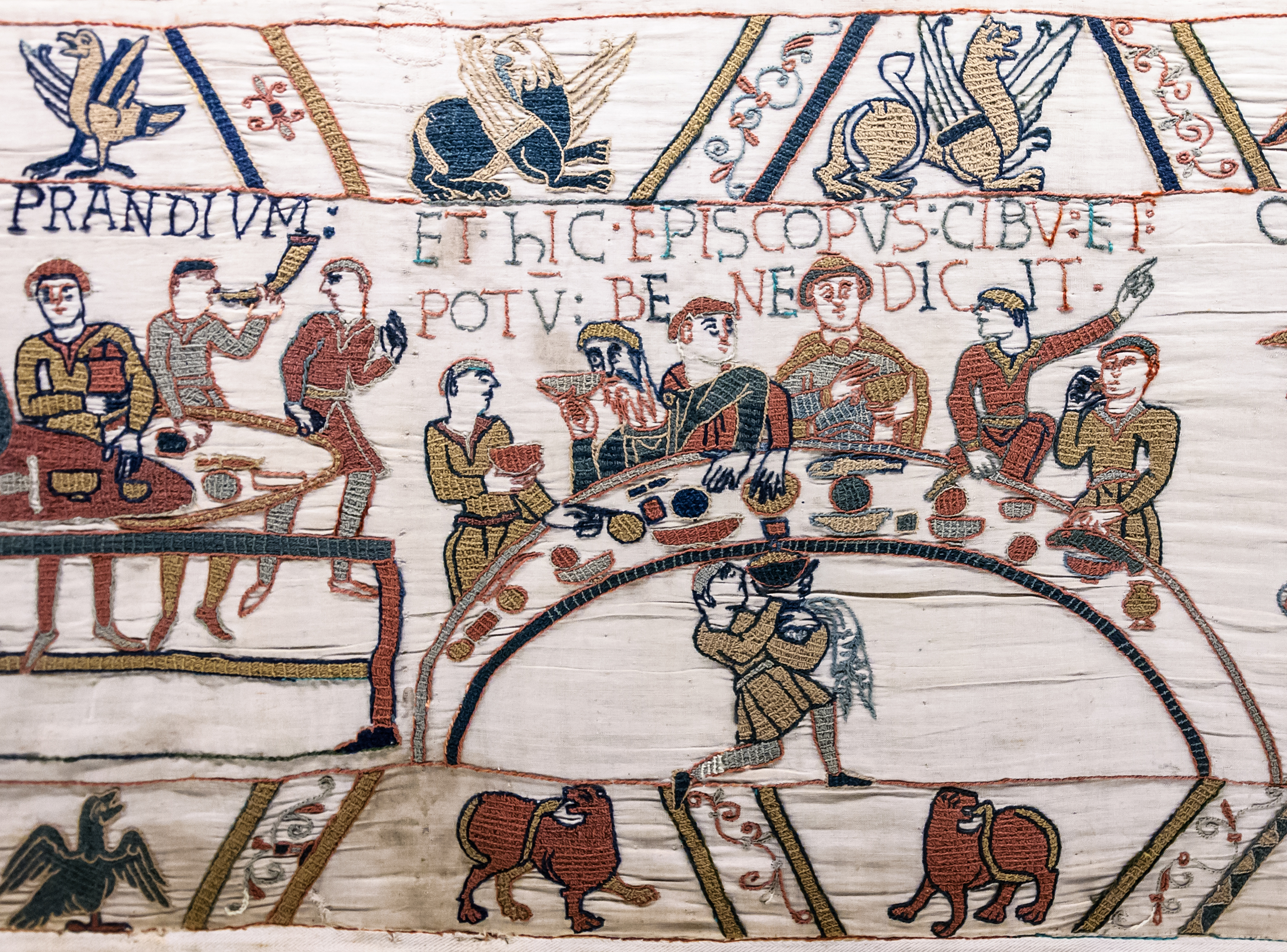
Représentation d'un banquet organisé par Guillaume le Conquérant sur la tapisserie de Bayeux.

Les officiers de bouche sont des individus exerçant la fonction de sénéchal ou de bouteiller à la cour d'Angleterre avant la conquête normande. Ce sont des membres de l'aristocratie (des thegns) chargés de servir la nourriture et les boissons lors des banquets organisés par les rois anglais. Au-delà de cette fonction aulique, ils exercent également des responsabilités d'ordre militaire ou administratif en fonction des besoins de leur souverain.

## Nomenclature
« Officier de bouche » est une expression anachronique proposée par le médiéviste Alban Gautier pour désigner les hommes exerçant des fonctions particulières à la cour anglaise avant la conquête normande.
Dans les sources médiévales, les individus chargés de servir la nourriture lors des banquets sont appelés discifer ou dapifer en latin et discthegn ou discthen en vieil anglais,. Les deux termes latins peuvent se traduire littéralement par « porteur de plat », mais discus renvoie plutôt au contenant et dapes au contenu du plat. Le dictionnaire de référence anglais Dictionary of Medieval Latin from British Sources traduit discifer par « porteur de plat » (dish-bearer) et dapifer par « serveur » (attendant) ou « intendant » (steward). Les historiens modernes utilisent souvent le terme de « sénéchal » pour traduire discifer,, mais Alban Gautier préfère l'éviter dans la mesure où il n'est pas attesté dans les textes anglo-saxons, ayant probablement été introduit en Angleterre par les Normands.
L'officier de bouche chargé des boissons, le bouteiller ou porteur de coupe, est appelé pincerna en latin et byrele (également orthographié birele, byrle ou biriele) en vieil anglais,,,.

## Rôle et statut
Les banquets organisés par les rois anglo-saxons contribuent à consolider les hiérarchies et l'esprit de communauté des élites. Vers 954, l'évêque Æthelwold de Winchester accueille un banquet à Abingdon-on-Thames pour le compte du roi Eadred, qui ordonne que la bière coule à flots. Les portes de la salle de banquet sont verrouillées afin d'empêcher les invités de partir et plusieurs thegns northumbriens de la suite royale finissent en état d'ivresse,. Les sénéchaux et bouteillers qui effectuent le service lors de ces festins jouent un rôle important dans leur bon déroulement. L'organisation concrète de ce service nous échappe, mais la présence de plusieurs dapiferi ou disciferi sur les chartes des Xe et XIe siècles suggère qu'il existe de véritables équipes d'officiers de bouche supervisées par un sénéchal et un bouteiller. Le testament d'Eadred mentionne des individus avec le rang de stigweard qui correspondent peut-être à des officiers subalternes,. Le rôle des sénéchaux et bouteillers ne se limite pas à ces fonctions auliques : ils exercent également des tâches administratives ou militaires en fonction des besoins de leur souverain.
À la fin de la période anglo-saxonne, des sénéchaux attachés au service des reines et des æthelings sont attestés. Dans les années 990, un certain Æfic occupe ce poste auprès des jeunes fils du roi Æthelred le Malavisé. Au fur et à mesure qu'ils grandissent, chacun d'eux reçoit sa propre maisonnée, avec son sénéchal personnel et sans doute un bouteiller. Le fils aîné d'Æthelred, Æthelstan (mort en 1014), lègue un terrain de huit hides et un cheval à son discthene dans son testament,. Les sénéchaux ne sont pas réservés aux fils aînés de rois : on en trouve un au service d'Edmond, le deuxième fils d'Æthelred, avant la mort de son frère aîné,,.

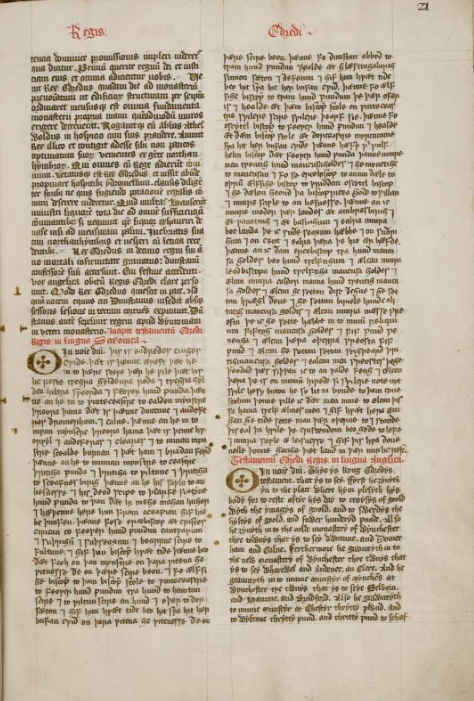
Le testament du roi Eadred (BL Add MS 82931, f. 22r).

Sénéchaux et bouteillers bénéficient d'une position élevée à la cour. Ces offices sont détenus par des thegns, un rang aristocratique qui n'est surpassé que par les ealdormen et le roi lui-même. Les thegns sont de grands propriétaires terriens, détenant parfois des domaines dans plusieurs comtés distincts, chargés d'exercer des fonctions militaires et administratives. L'historien Simon Keynes décrit cette classe comme formant « le socle de l'ordre politique et social » du pays. Dans les listes de témoins des chartes, qui sont organisées en fonction de leur rang, les officiers de bouche apparaissent le plus souvent avant les thegns ordinaires. Le testament du roi Eadred mentionne les discthegne, hræglthegne (« chambellans ») et biriele immédiatement après les ealdormen et évêques du royaume,. Ces offices ne sont pas héréditaires, contrairement à ce que l'on peut observer à la cour du royaume de France à la même époque, et changent apparemment de détenteur à l'avènement d'un nouveau souverain. Le bouteiller et le sénéchal de la reine Édith semblent être restés à son service à la mort de son mari Édouard le Confesseur, un autre indice qui suggère que ces charges sont attachées à une personne plutôt qu'à une fonction.

## Histoire
L'existence des offices de sénéchal et bouteiller est principalement documentée par les listes de témoins des chartes anglo-saxonnes. À l'origine, ce sont peut-être de simples imitations des offices équivalents de la cour mérovingienne, mais les sources du début de la période anglo-saxonne sont trop rares et difficiles à interpréter pour pouvoir l'affirmer avec certitude. Une poignée de chartes des rois du Kent, des Hwicce et de Mercie émises entre 741 et 809 sont attestées par des pincernæ (l'un d'eux, Eatta, est décrit comme ealdorman et sénéchal du roi Offa), mais ce sont principalement sur des documents ultérieurs produits au Wessex que l'on trouve sénéchaux et bouteillers. Ces rôles sont convoités par les grandes familles du Wessex au IXe siècle. Le bouteiller du roi Æthelwulf, Oslac, semble descendre d'une lignée prospère du Hampshire, suffisamment noble pour que sa fille Osburh puisse devenir la femme du roi,. Sous le règne de leur fils Alfred le Grand, les offices de bouche constituent parfois un premier pas vers une carrière illustre : Sigewulf, bouteiller en 892, devient par la suite ealdorman avant d'être tué à la bataille du Holme en 902.
Au Xe siècle, la plupart des sénéchaux et bouteillers sont des thegns de rang inférieur qui ne s'élèvent jamais dans la hiérarchie sociale, mais il arrive que ces offices soient détenus par des rejetons de grandes familles qui deviennent ealdormen par la suite. Les thegns Wulfgar et Odda, officiers de bouche sous Æthelstan, sont ainsi élevés au rang d'ealdorman par son successeur Edmond. Æthelmær Cild, parent lointain du roi Æthelred le Malavisé, le sert comme sénéchal au tournant du XIe siècle. Son père Æthelweard est ealdorman des provinces occidentales, mais il ne lui succède pas à sa mort en 998, peut-être parce qu'il préfère conserver son poste à la cour. Sous le règne d'Édouard le Confesseur, aucun membre des grandes familles d'earls n'exerce la charge de sénéchal ou de bouteiller, ce qui pourrait refléter une perte de prestige de ces rôles à une époque où les grands seigneurs comme Godwin de Wessex ou Leofric de Mercie sont aussi puissants que le roi, voire davantage. Un nouveau rang fait son apparition dans les années 1060 entre les thegns et les earls, celui de staller (en), dont les détenteurs peuvent exercer les charges de sénéchal et bouteiller : c'est le cas de Raoul, Asgar (en) ou Wigot (en) auprès d'Édouard le Confesseur.

### Sources primaires
- Asser (trad. Alban Gautier), Histoire du roi Alfred, Paris, Les Belles Lettres, 2013 (ISBN 978-2-251-34063-0).
- (en) Nicholas Brooks (éd.) et Susan Kelly (éd.), Charters of Christ Church Canterbury Part 2, Oxford, Oxford University Press, 2013 (ISBN 978-0-19-726536-9).
- (en) Florence Harmer (éd.), Select English Historical Documents of the Ninth and Tenth Centuries, Cambridge, Cambridge University Press, 1914 (OCLC 1161790266).
- (en) Michael Lapidge (éd.) et Michael Winterbottom (éd.), Wulfstan of Winchester: The Life of St Æthelwold, Oxford, Clarendon Press, 1991 (ISBN 978-0-19-822266-8).
- (en) Sean Miller, Charters of the New Minster, Winchester, Oxford, Oxford University Press, 2001 (ISBN 978-0-19-726223-8).
- (en) M. A. O'Donovan (éd.), Charters of Sherborne, Oxford, Oxford University Press, 1988 (ISBN 978-0-19-726051-7).
- (en) Agnes Robertson (éd.), Anglo-Saxon Charters, Cambridge, Cambridge University Press, 1956, 2e éd. (OCLC 504288415).

### Sources secondaires
- Alban Gautier, Le festin dans l'Angleterre anglo-saxonne, Rennes, Presses universitaires de Rennes, 2006 (ISBN 9782753502345, lire en ligne).
- (en) Alban Gautier, « Butlers and Dish-Bearers in Anglo-Saxon Courts : Household Officers at the Royal Table », Historical Research, vol. 90, no 248,‎ mai 2017, p. 269-295 (DOI 10.1111/1468-2281.12181, lire en ligne).
- (en) David Howlett, Dictionary of Medieval Latin from British Sources: Phi-Pos, Oxford, Oxford University Press, 2007 (ISBN 978-0-19-726421-8).
- (en) Simon Keynes, « Thegn », dans Michael Lapidge, John Blair, Simon Keynes et Donald Scragg (éd.), The Wiley Blackwell Encyclopedia of Anglo-Saxon England, Wiley Blackwell, 2014, 2e éd. (ISBN 978-0-470-65632-7).
- (en) R. E. Latham et David Howlett, Dictionary of Medieval Latin from British Sources: D-E, Oxford, Oxford University Press, 1986 (ISBN 978-0-19-726023-4).
- (en) Ann Williams, « Princeps Merciorum Gentis : The Family, Career and Connections of Ælfhere, Ealdorman of Mercia », Anglo-Saxon England, vol. 10,‎ 1982, p. 143-172 (DOI 10.1017/S0263675100003240).